# Championnat de Tchéquie de football 2002-2003
Navigation
Saison 2001-2002 Saison 2003-2004
La saison 2002-2003 du Championnat de République tchèque de football était la 10e édition de la Gambrinus Liga, le championnat de première division de République tchèque. Les 16 clubs de l'élite jouent les uns contre les autres lors de rencontres disputées en matchs aller et retour au sein d'une poule unique.
Le Sparta Prague finit en tête du championnat et récupère le titre perdu la saison dernière aux dépens du Slovan Liberec. C'est le 8e titre de champion de République tchèque de l'histoire du club, en seulement 10 saisons.

## Les 16 clubs participants
| - AC Sparta Prague - SK Slavia Prague - 1.FC Brno - FC Tescoma Zlín - Promu de Druha Liga - FK Jablonec 97 - 1.FC Synot - FC Banik Ostrava - FK Teplice | - Chmel Blsany - SK Sigma Olomouc - FC Marila Pribram - SK Hradec Králové - Slovan Liberec - FK Viktoria Zizkov - SK Dynamo Ceské Budejovice - Promu de Druha Liga - FC Bohemians Prague |

## Compétition

### Classement
Le barème de points servant à établir le classement se décompose ainsi :
- Victoire : 3 points
- Match nul : 1 point
- Défaite : 0 point

| Rang | Équipe                         | Pts | J  | G  | N  | P  | Bp | Bc | Diff |
| ---- | ------------------------------ | --- | -- | -- | -- | -- | -- | -- | ---- |
| 1.   | AC Sparta Prague               | 65  | 30 | 20 | 5  | 5  | 51 | 17 | +34  |
| 2.   | SK Slavia Prague               | 64  | 30 | 18 | 10 | 2  | 65 | 19 | +46  |
| 3.   | FK Viktoria Zizkov             | 50  | 30 | 14 | 8  | 8  | 38 | 33 | +5   |
| 4.   | Slovan Liberec (T)             | 50  | 30 | 14 | 8  | 8  | 43 | 36 | +7   |
| 5.   | FC Baník Ostrava               | 45  | 30 | 13 | 6  | 11 | 41 | 38 | +3   |
| 6.   | FK Teplice (C)                 | 45  | 30 | 13 | 6  | 11 | 33 | 32 | +1   |
| 7.   | FC Tescoma Zlín (P)            | 42  | 30 | 11 | 9  | 10 | 34 | 41 | -7   |
| 8.   | 1.FC Synot                     | 40  | 30 | 11 | 7  | 12 | 39 | 40 | -1   |
| 9.   | 1.FC Brno                      | 39  | 30 | 10 | 9  | 11 | 35 | 31 | +4   |
| 10.  | FC Marila Příbram              | 39  | 30 | 9  | 12 | 9  | 34 | 30 | +4   |
| 11.  | SK Sigma Olomouc               | 34  | 30 | 8  | 10 | 12 | 29 | 33 | -4   |
| 12.  | FK Jablonec 97                 | 34  | 30 | 7  | 13 | 10 | 29 | 39 | -10  |
| 13.  | SK Dynamo Ceské Budejovice (P) | 30  | 30 | 8  | 6  | 16 | 36 | 54 | -18  |
| 14.  | Chmel Blšany                   | 28  | 30 | 7  | 7  | 16 | 28 | 39 | -11  |
| 15.  | FC Bohemians Prague            | 24  | 30 | 5  | 9  | 16 | 34 | 56 | -22  |
| 16.  | SK Hradec Králové              | 22  | 30 | 3  | 13 | 14 | 23 | 54 | -31  |

|  | Qualifié pour la Ligue des champions 2003-2004                                                     |
|  | Qualifié pour la Coupe UEFA 2003-2004                                                              |
|  | Qualifié pour la Coupe Intertoto 2003                                                              |
|  | Relégation en 2e division                                                                          |
|  | (T) : Tenant du titre (C) : Vainqueur de la Coupe de République tchèque (P) : Promu de 2e division |

## Bilan de la saison
| Tableau d'Honneur                             |                  |
| Compétition                                   | Vainqueur        |
| Championnat de République tchèque de football | AC Sparta Prague |
| Coupe de République tchèque de football       | FK Teplice       |

| Qualifications européennes    |                           |
| Ligue des champions 2003-2004 | Qualifiés                 |
| 3e tour préliminaire          | AC Sparta Prague          |
| 2e tour préliminaire          | SK Slavia Prague          |
| Coupe UEFA 2003-2004          | Qualifiés                 |
| Tour préliminaire             | FK Viktoria Zizkov        |
| 1er tour                      | FK Teplice                |
| Coupe Intertoto 2003          | Qualifiés                 |
| 2e tour                       | Slovan Liberec 1.FC Synot |
| 1er tour                      | 1.FC Brno                 |

| Promotion et relégation |                                       |
| Relégués en Druhá Liga  | FC Bohemians Prague SK Hradec Králové |
| Promus en První Liga    | SFC Opava Viktoria Plzen              |